# Halle-Kasseler-Straße 213 (Bennungen)

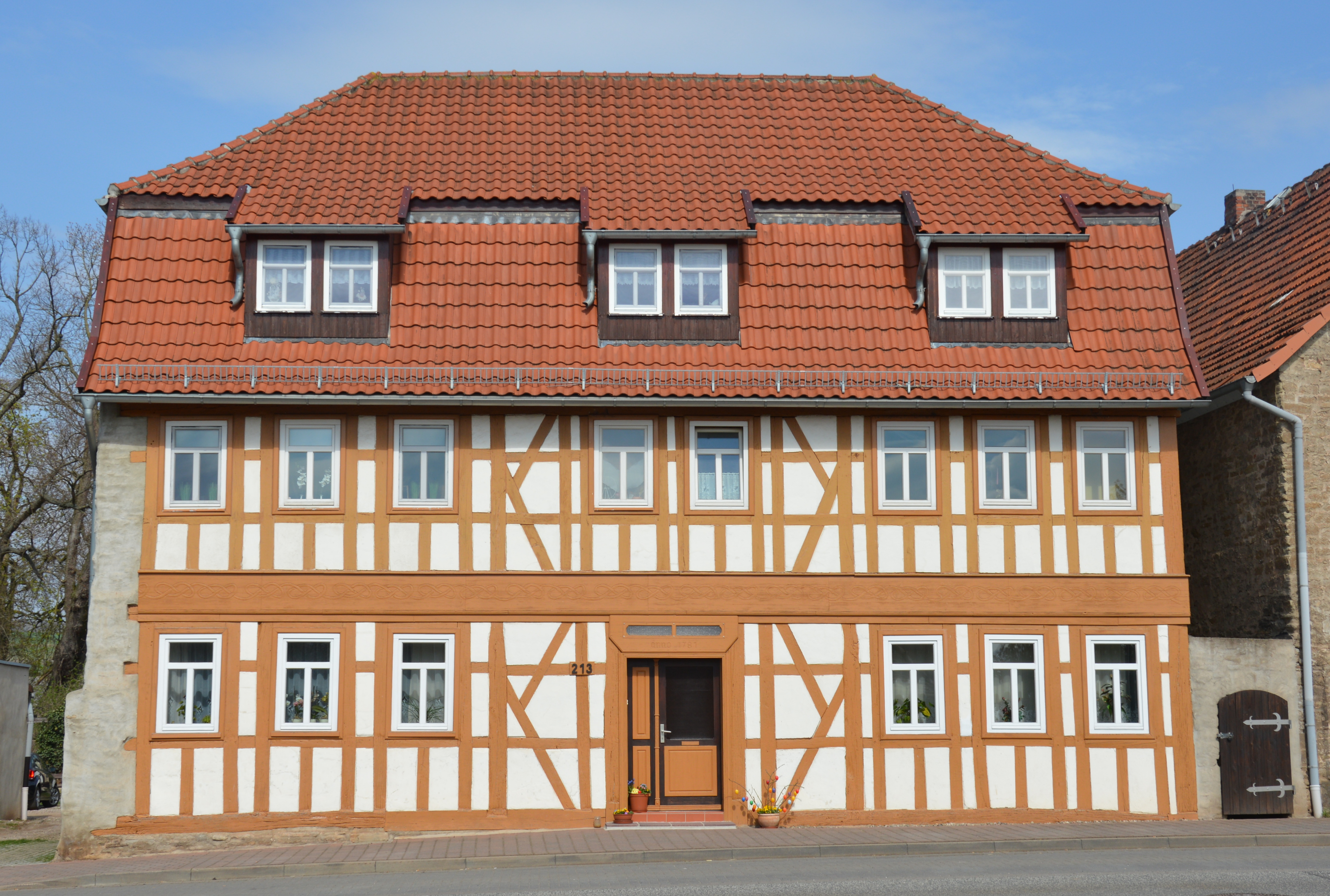
Haus Halle-Kasseler-Straße 213

Das Haus Halle-Kasseler-Straße 213 ist ein denkmalgeschütztes Wohnhaus in Bennungen in der Gemeinde Südharz in Sachsen-Anhalt.

## Lage
Es befindet sich im nördlichen Teil des Dorfes, auf der Nordseite der Halle-Kasseler-Straße. Vormals wurde die Adressierung Hallesche Straße 213 genutzt.

## Architektur und Geschichte
Das zweigeschossige, traufständige Wohnhaus entstand vermutlich in der Zeit um 1750. Es wurde in Fachwerkbauweise in barocken Formen errichtet. Der Hauseingang ist mittig angeordnet. Oberhalb der Haustür befindet sich ein Fensterpaar, das aus dem sonstigen Rhythmus der Fenster herausfällt und die Mittelachse betont. Die mittlere Achse der Fassade wird auf beiden Seiten von Halben Männern flankiert. Fenster und Türen sind weitgehend unverändert. Bedeckt ist das Gebäude von einem Mansarddach. 
Im örtlichen Denkmalverzeichnis ist das Wohnhaus seit dem 24. August 1995 unter der Erfassungsnummer 094 83386 als Baudenkmal verzeichnet. Das Gebäude gilt als kulturell-künstlerisch sowie städtebaulich bedeutsam und als Zeugnis für das ländliche Bauen der Entstehungszeit im Vorharz.